# Блу девилси Синеплекс
Блу девилси Синеплекс су клуб америчког фудбала из Хоенемса у Аустрији. Основани су 1998. године и своје утакмице играју на стадиону Херенрид. Такмиче се тренутно у Другој дивизији аустријског првенства и Лиги шампиона.